# Maxwell Woledzi
Maxwell Woledzi (født d. 2. juli 2001) er en ghanesisk professionel fodboldspiller, som spiller for den norske klub Fredrikstad FK.

## Klubkarriere

### FC Nordsjælland
Woledzi begyndte med at spille hos Right to Dream akademiet i Ghana, før han i 2019 skiftede til akademiets samarbejdsklub FC Nordsjælland. Han fik sin debut for førsteholdet den 9. juli 2020.

### Vitória de Guimarães
Woledzi skiftede i juni 2022 til Vitória de Guimarães.